# Strontium Dog and the Death Gauntlet
Strontium Dog and the Death Gauntlet, chiamato solo Strontium Dog su schermo, è un videogioco sparatutto a scorrimento sul fumetto britannico Strontium Dog, pubblicato nel 1984 per Commodore 64 dalla Quicksilva.
Fu il primo videogioco basato con licenza su un fumetto della rivista fantascientifica 2000 AD, poi seguito da molti altri di vari produttori. Lo stesso anno la Quicksilva pubblicò anche Strontium Dog: The Killing per ZX Spectrum, tratto dallo stesso fumetto, ma con gameplay completamente diverso.

## Trama
La trama non si riferisce a nessun particolare episodio di Strontium Dog (come invece fa il gioco per Spectrum). Come nel fumetto, il protagonista è Johnny Alpha, un cacciatore di taglie interplanetario, membro di un corpo di mutanti post-nucleari detti "cani di stronzio" in riferimento allo stronzio-90. La premessa del videogioco è che l'astronave di Johnny viene abbattuta dai fratelli Stix sul "pianeta dei rinnegati". Johnny si ritrova disperso sulla superficie arida e ostile del pianeta, che dovrà attraversare a piedi per ricongiungersi con i suoi colleghi Wulf e Gronk in città.

## Modalità di gioco
Il gioco si svolge sulla superficie del pianeta, su zone di montagna, deserto, bosco e città. La visuale è laterale, in 2.5D, con scorrimento orizzontale continuo verso destra. Il terreno attraversato è formato da strisce colorate orizzontali ed è ingombrato da rocce, vegetazione e strane strutture futuristiche. I nemici sono robot, fuorilegge e creature indefinite, che arrivano continuamente da davanti e spesso possono sparare. Nel pannello informativo in basso c'è una vista in sezione dell'intero percorso da attraversare, con indicazione del progresso fatto.
Il protagonista sta sempre nelle vicinanze del lato sinistro dello schermo e può regolare la sua velocità di avanzamento verso destra, camminando o correndo più o meno forte, ma non può mai fermarsi del tutto. Andando veloce si consuma l'energia vitale (fino al minimo, ma non si può morire solo correndo), mentre andando a massima lentezza l'energia si recupera. Indipendentemente dalla velocità si può andare in su e giù e sparare un proiettile alla volta verso destra. Il protagonista è dotato inoltre, in quantità limitata, di electro-flare che stordiscono temporaneamente tutti i nemici e di time bomb che trasportano molto velocemente in avanti per un breve tratto, saltando le situazioni pericolose. Sullo scenario si può incappare accidentalmente anche in time grid che rimandano allo stesso modo all'indietro. Quando il personaggio viene colpito dai nemici o sbatte contro ostacoli perde energia e cade a terra per qualche istante, ma può ancora sparare da terra. Se l'energia finisce la partita termina. Oltre che camminando piano, la si può ricaricare raccogliendo vari bonus, come i loghi Quicksilva.
La partita può essere iniziata a 5 diversi livelli di difficoltà. Completato il percorso si ricomincia da capo a difficoltà aumentata.

## Storia
Il direttore creativo della Quicksilva, Mark Eyles, considerava già da un po' la possibilità di trarre un videogioco dai personaggi di 2000 AD, ancora mai utilizzati in questo campo. La prima scelta fu il Giudice Dredd, che era anche il fumetto di maggior successo della rivista, ma la licenza sul merchandising di Dredd era già stata assicurata da produttori americani. La seconda scelta fu Strontium Dog, che era anche il secondo personaggio più celebre della rivista. La Quicksilva allora contattò la IPC Magazines, editrice di 2000 AD, e ottenne la licenza. Un'idea operativa per il gioco fu presto realizzata, principalmente a opera dello stesso Mark Eyles. La programmazione fu affidata allo studente 17enne Steve Kellett. Lo sviluppo cominciò ai primi di agosto 1984 e alla fine del mese il programma era pronto, a parte le rifiniture. Fu particolarmente complessa l'animazione del protagonista, che usa un totale di 88 sprite.
L'altro videogioco di Strontium Dog, Strontium Dog: The Killing per ZX Spectrum, fu invece concepito indipendentemente dalla Channel 8 Software di Preston, e il suo sviluppo era iniziato già ad aprile. La Quicksilva però prevenne di poco la Channel 8 nell'acquisizione dei diritti sul fumetto. Le due aziende trovarono perciò un accordo per cui la Quicksilva pubblicò anche il gioco della Channel 8.

## Accoglienza
Le recensioni conosciute di Strontium Dog and the Death Gauntlet sulla stampa britannica diedero giudizi medi, con voti di 6/7 su 10, considerandolo ben realizzato ma poco originale o con poco interesse a lungo termine.